# آبشار سارپ
آبشار سارپ (به لاتین: Sarp Falls) یک آبشار در نروژ است که در سرپسبرگ واقع شده‌است.